# Битва при Дакто
Битва при Дакто (англ. Battle of Dak To, вьет. Trận Đắk Tô) — общее название серии боёв между подразделениями вооружённых сил США и Южного Вьетнама с одной стороны, и Северного Вьетнама — с другой, произошедших в ноябре 1967 года на Центральном плоскогорье Южного Вьетнама.

## Предпосылки
Населённый пункт Дакто (вьет. Đắk Tô) располагался в труднопроходимой и малонаселённой местности недалеко от вьетнамо-лаосской границы. Осенью 1967 года здесь действовала 1-я дивизия Армии Северного Вьетнама. Наступление было одной из операций в серии так называемых «пограничных сражений», призванных отвлечь американские подразделения и внимание командиров США от густонаселённых районов страны, которые были целью готовившегося Тетского наступления.

## Ход
3 ноября произошёл первый контакт с противником. В рамках продолжавшейся в этом районе операции «Макартур» (MacArthur) возле Дакто была задействована бригада 4-й пехотной дивизии США, почти вся 173-я воздушно-десантная бригада, а также подразделения южновьетнамской армии. Первые две недели сражение характеризовалось серией коротких и ожесточённых боёв за контроль над высотами в основном южнее и юго-западнее Дакто. Своевременная переброска американских подкреплений сыграла свою роль — северовьетнамские подразделения начали отход в Лаос, где могли перегруппироваться и получить пополнения. Отход прикрывал 174-й полк, занявший позиции на высоте 875 у самой границы.
Штурм высоты 875 американскими войсками стал самым кровопролитным эпизодом всего сражения. Батальон 173-й бригады, начавший штурм 19 ноября, понёс тяжелейшие потери. После прибытия ещё одного батальона высота была взята 23 ноября. Взятие высоты 875 считается концом битвы при Дакто.

## Итоги
Командующий войсками США и союзников во Вьетнаме генерал Уильям Уэстморленд объявил о победе в битве, хотя исход боевых действий был неоднозначен. В истории войны во Вьетнаме битва при Дакто осталась менее заметной, чем во многом похожая битва в долине Йа-Дранг в ноябре 1965 года, однако по масштабности и ожесточённости превосходила её. Потери США составили 361 убитыми, Южного Вьетнама 73 убитыми. Потери Северного Вьетнама составили от 1000 до 1664 убитыми.